# Breathless (canción de The Corrs)
«Breathless» (en español: Sin Aliento) es un sencillo de la banda irlandesa The Corrs, editado en 2000 del álbum In Blue. Considerado el mayor éxito internacional de The Corrs, ha sido número 1 en España, Reino Unido y varios países más, consolidándose también en Estados Unidos. 
El sencillo ha vendido cerca de 4 millones de copias y es uno de los más vendidos del año 2000. Fue escrita por The Corrs y el conocido productor Robert John "Mutt" Lange, quien también produjo el álbum junto a la propia banda.

## Trayectoria
Breathless supuso un cambio de estilo en los temas de The Corrs, que hasta entonces eran más orgánicos, mientras que en este se hizo hincapié en los sintetizadores, camuflando más el sonido tradicional irlandés, que es más notorio en las versiones acústicas del tema. 
El videoclip, del que existen dos versiones, fue grabado en un desierto de Mojave. 
Además de en "In Blue", y debido a su éxito, es habitual en recopilatorios y discos en directo de la banda, además de estar presente en todas sus giras. 
La canción se convirtió rápidamente en un gran éxito comercial y consiguió que el álbum fuese número uno en una veintena de países, aunque no llegó a igualar el éxito de ventas del anterior dicsco de estudio, "Talk On Corners". Fue nominada a los premios Grammy.

## Temas
El sencillo de Breathless incluye tres temas. Sólo la canción principal está incluida en el álbum, ya que las otras dos son temas inéditos solo disponibles en el sencillo.
1. Breathless
2. Head In The Air (inédita)
3. Judy (inédita)

## Posicionamiento
| Lista                           | Posición |
| ------------------------------- | -------- |
| Los 40 Principales España       | 1        |
| España Promusicae               | 5        |
| UK Charts                       | 1        |
| Filipinas                       | 1        |
| Bélgica (Flandes)               | 1        |
| Suiza                           | 1        |
| Escocia OCC                     | 1        |
| República Checa IFPI            | 1        |
| Italia                          | 2        |
| Bélgica (Wallonia)              | 2        |
| US Top 40 Tracks                | 2        |
| US Top 40 Mainstream            | 2        |
| Rumanía TOP 100                 | 2        |
| Irlanda IRMA                    | 3        |
| Canadá Adult Contemporany       | 3        |
| Nueva Zelanda                   | 3        |
| Portufal AFP                    | 3        |
| Suecia                          | 5        |
| Australia                       | 7        |
| US Adult Top 40 Billboard       | 7        |
| Austria top 100                 | 10       |
| US Adult Contemporary Billboard | 14       |
| Países Bajos TOP 100            | 17       |
| Alemania Offical Chart          | 19       |
| Francia                         | 26       |
| US Billboard Hot 100            | 34       |